# Condado de Boyd (Kentucky)
O Condado de Boyd é um dos 120 condados do estado americano de Kentucky. A sede do condado é Catlettsburg, e sua maior cidade é Ashland. O condado possui uma área de 419 km² (dos quais 4 km² estão cobertos por água), uma população de 49 752 habitantes, e uma densidade populacional de 120 hab/km² (segundo o censo nacional de 2000). O condado foi fundado em 1860.